# Lijst van zwemrecords 4×200 meter vrije slag mannen
Dit is een overzicht van de verschillende zwemrecords op de 4×200 meter vrije slag bij de mannen, onderverdeeld in de langebaan (50 meter) en de kortebaan (25 meter).

## Langebaan (50 meter)

### Ontwikkeling wereldrecord
| Nr. | Naam                                                                       | Land                | Tijd    | Datum             | Plaats       |
| --- | -------------------------------------------------------------------------- | ------------------- | ------- | ----------------- | ------------ |
|     | Michael Phelps, Ricky Berens, David Walters, Ryan Lochte                   | Verenigde Staten    | 6.58,55 | 31 juli 2009      | Rome         |
|     | Michael Phelps, Ryan Lochte, Ricky Berens, Peter Vanderkaay                | Verenigde Staten    | 6.58,56 | 13 augustus 2008  | Peking       |
|     | Michael Phelps, Ryan Lochte, Klete Keller, Peter Vanderkaay                | Verenigde Staten    | 7.03,24 | 30 maart 2007     | Melbourne    |
|     | Grant Hackett, Michael Klim, Bill Kirby, Ian Thorpe                        | Australië           | 7.04,66 | 27 juli 2001      | Fukuoka      |
|     | Ian Thorpe, Michael Klim, Todd Pearson, Bill Kirby                         | Australië           | 7.07,05 | 19 september 2000 | Sydney       |
|     | Ian Thorpe, Bill Kirby, Grant Hackett, Michael Klim                        | Australië           | 7.08,79 | 25 augustus 1999  | Sydney       |
|     | Ian Thorpe, Dan Kowalski, Matt Dunn, Michael Klim                          | Australië           | 7.11,86 | 13 september 1998 | Kuala Lumpur |
|     | Dmitri Lepikov, Vladimir Pysjnenko, Veniamin Tajanovitsj, Yevgeniy Sadovyi | Sovjet-Unie         | 7.11,95 | 27 juli 1992      | Barcelona    |
|     | Troy Dalbey, Matt Cetlinski, Doug Gjertsen, Matt Biondi                    | Verenigde Staten    | 7.12,51 | 21 september 1988 | Seoel        |
|     | Peter Sitt, Rainer Henkel, Thomas Fahrner, Michael Groß                    | West-Duitsland      | 7.13,10 | 19 augustus 1987  | Straatsburg  |
|     | Mike Heath, David Larson, Jeff Float, Bruce Hayes                          | Verenigde Staten    | 7.15,69 | 30 juli 1984      | Los Angeles  |
|     | Geoff Gaberino, David Larson, Bruce Hayes, Rich Saeger                     | Verenigde Staten    | 7.18,87 | 30 juli 1984      | Los Angeles  |
|     | Thomas Fahrner, Alexander Schowtka, Andreas Schmidt, Michael Groß          | West-Duitsland      | 7.20,40 | 23 augustus 1983  | Rome         |
|     | Bruce Furniss, Billy Forrester, Bobby Hackett, Rowdy Gaines                | Verenigde Staten    | 7.20,82 | 24 augustus 1978  | West-Berlijn |
|     | Mike Bruner, Bruce Furniss, John Naber, Jim Montgomery                     | Verenigde Staten    | 7.23,22 | 21 juli 1976      | Montréal     |
|     | Douglas Northway, Tim Shaw, Mike Bruner, Bruce Furniss                     | Verenigde Staten    | 7.30,33 | 21 juli 1976      | Montréal     |
|     | Rex Favero, Tim Shaw, Steve Furniss, Bruce Furniss                         | Verenigde Staten    | 7.30,54 | 22 augustus 1975  | Kansas City  |
|     | Kurt Krumpholz, Robin Backhaus, Rick Klatt, Jim Montgomery                 | Verenigde Staten    | 7.33,22 | 7 september 1973  | Belgrado     |
|     | John Kinsella, Fred Tyler, Steve Genter, Mark Spitz                        | Verenigde Staten    | 7.35,78 | 31 augustus 1972  | München      |
|     | Jerry Heidenreich, Tom McBreen, Mark Spitz, Fred Tyler                     | Verenigde Staten    | 7.43,3  | 10 september 1971 | Minsk        |
|     | Jerry Heidenreich, Frank Heckl, Steve Genter, Jim McConica                 | Verenigde Staten    | 7.45,8  | 9 augustus 1971   | Cali         |
|     | Gary Hall, Mark Lambert, Tom McBreen, John Kinsella                        | Verenigde Staten    | 7.48,0  | 28 augustus 1970  | Tokio        |
|     | Gregory Rogers, Mike Wenden, Graham White, Bill Devenish                   | Australië           | 7.50,8  | 24 juli 1970      | Edinburgh    |
|     | Gary Ilman, Mike Wall, Mark Spitz, Don Schollander                         | Verenigde Staten    | 7.52,1  | 12 augustus 1967  | Oak Park     |
|     | Steve Clark, Roy Saari, Gary Ilman, Don Schollander                        | Verenigde Staten    | 7.52,1  | 18 oktober 1964   | Tokio        |
|     | Dave Lyons, Don Schollander, William Mettler, Mike Wall                    | Verenigde Staten    | 8.01,8  | 28 september 1964 | Los Angeles  |
|     | R. McDonough, Don Schollander, Roy Saari, Robert Townsend                  | Verenigde Staten    | 8.03,7  | 19 augustus 1963  | Tokio        |
|     | Steve Clark, Robert Townsend, Don Schollander, Mike Wall                   | Verenigde Staten    | 8.07,6  | 10 augustus 1963  | Chicago      |
|     | Tatsuo Fujimoto, Yukiaki Okabe, Makoto Fukui, Tsuyoshi Yamanaka            | Japan               | 8.09,8  | 21 april 1963     | Tokio        |
|     | George Harrison, Dick Blick, Mike Troy, Jeff Farrell                       | Verenigde Staten    | 8.10,2  | 1 september 1960  | Rome         |
|     | David Dickson, John Konrads, Jon Henricks, Murray Rose                     | Australië           | 8.16,6  | 6 augustus 1960   | Townsville   |
|     | Alan Somers, Peter Sintz, George Breen, Mike Troy                          | Verenigde Staten    | 8.17,0  | 23 juli 1960      | Toledo       |
|     | Tsuyoshi Yamanaka, Makoto Fukui, K. Kenjo, Tatsuo Fujimoto                 | Japan               | 8.18,7  | 26 juli 1959      | Osaka        |
|     | Tsuyoshi Yamanaka, Toshiro Umenoto, Makoto Fukui, Tatsuo Fujimoto          | Japan               | 8.21,6  | 22 juli 1959      | Tokio        |
|     | Kevin O'Halloran, John Devitt, Murray Rose, Jon Henricks                   | Australië           | 8.23,6  | 3 december 1956   | Melbourne    |
|     | Boris Nikitin, Vladimir Struschanov, Gennadi Nikolajev, Vitali Sorokin     | Sovjet-Unie         | 8.24,5  | 4 november 1956   | Moskou       |
|     | Wayne Moore, Jimmy McLane, Donald Sheff, Dick Thoman                       | Verenigde Staten    | 8.29,4  | 16 februari 1952  | New Haven    |
|     | Joseph Bernardo, Willy Blioch, Jean Boiteux, Alex Jany                     | Frankrijk           | 8.33,0  | 2 augustus 1951   | Marseille    |
|     | Yoshihiri Hamaguchi, S. Murayama, Shiro Hashizume, Hironoshin Furuhashi    | Japan               | 8.40,6  | 2 april 1950      | Marília      |
|     | W. Farnsworth, L. Munson, J. Blum, R. Reid                                 | Verenigde Staten    | 8.43,2  | 24 februari 1950  | New Haven    |
|     | Yoshihiri Hamaguchi, S. Maruyama, S. Murayama, Hironoshin Furuhashi        | Japan               | 8.45,4  | 18 augustus 1949  | Los Angeles  |
|     | Walter Ris, Jimmy McLane, Wally Wolf, William Smith                        | Verenigde Staten    | 8.46,0  | 3 augustus 1948   | Londen       |
|     | Masanori Yusa, Shigeo Sugiura, Masaharu Taguchi, Shigeo Arai               | Japan               | 8.51,5  | 11 augustus 1936  | Berlijn      |
|     | Masanori Yusa, Shozo Makino, S. Isiharada, H. Negami                       | Japan               | 8.52,2  | 19 augustus 1935  | Tokio        |
|     | Yasuji Miyazaki, Masanori Yusa, Takashi Yokoyama, Hisakichi Toyoda         | Japan               | 8.58,4  | 9 augustus 1932   | Los Angeles  |
|     |                                                                            | Hongarije           | 9.34,0  | 1931              |              |
|     | Austin Clapp, Walter Laufer, George Kojac, Johnny Weissmuller              | Verenigde Staten    | 9.36,2  | 11 augustus 1928  | Amsterdam    |
|     | Paul Samson, Austin Clapp, David Young, Johnny Weissmuller                 | Verenigde Staten    | 9.38,8  | 11 augustus 1928  | Amsterdam    |
|     |                                                                            | Duitsland           | 9.49,6  | 1927              |              |
|     | Wally O'Connor, Harry Glancy, Ralph Breyer, Johnny Weissmuller             | Verenigde Staten    | 9.53,4  | 20 juli 1924      | Parijs       |
|     | Perry McGillivray, Pua Kela Kealoha, Norman Ross, Duke Kahanamoku          | Verenigde Staten    | 10.04,4 | 29 augustus 1920  | Antwerpen    |
|     | Cecil Healy, Malcolm Champion, Leslie Boardman, Harold Hardwick            | Australië           | 10.11,6 | 15 juli 1912      | Stockholm    |
|     | Harold Hardwick, Malcolm Champion, Leslie Boardman, Cecil Healy            | Australië           | 10.14,0 | 12 juli 1912      | Stockholm    |
|     | Kenneth Huszagh, Duke Kahanamoku, Harry Hebner, Perry McGillivray          | Verenigde Staten    | 10.26,4 | 12 juli 1912      | Stockholm    |
|     | John Derbyshire, Paul Radmilovic, William Foster, Henry Taylor             | Verenigd Koninkrijk | 10.55,6 | 24 juli 1908      | Londen       |

### OntwikkelingOlympischrecord
| Nr. | Naam                                                                          | Land                | Tijd    | Datum             | Plaats      |
| --- | ----------------------------------------------------------------------------- | ------------------- | ------- | ----------------- | ----------- |
|     | Michael Phelps, Ryan Lochte, Ricky Berens, Peter Vanderkaay                   | Verenigde Staten    | 6.58,56 | 13 augustus 2008  | Peking      |
|     | David Walters, Ricky Berens, Erik Vendt, Klete Keller                         | Verenigde Staten    | 7.04,66 | 12 augustus 2008  | Peking      |
|     | Ian Thorpe, Michael Klim, Todd Pearson, Bill Kirby                            | Australië           | 7.07,05 | 19 september 2000 | Sydney      |
|     | Dmitri Lepikov, Vladimir Pysjnenko, Veniamin Tajanovitsj, Yevgeniy Sadovyi    | GOS                 | 7.11,95 | 27 juli 1992      | Barcelona   |
|     | Troy Dalbey, Matt Cetlinski, Doug Gjertsen, Matt Biondi                       | Verenigde Staten    | 7.12,51 | 21 september 1988 | Seoel       |
|     | Mike Heath, David Larson, Jeff Float, Bruce Hayes                             | Verenigde Staten    | 7.15,69 | 30 juli 1984      | Los Angeles |
|     | Geoff Gaberino, David Larson, Bruce Hayes, Rich Saeger                        | Verenigde Staten    | 7.18,87 | 30 juli 1984      | Los Angeles |
|     | Mike Bruner, Bruce Furniss, John Naber, Jim Montgomery                        | Verenigde Staten    | 7.23,22 | 21 juli 1976      | Montréal    |
|     | Douglas Northway, Tim Shaw, Mike Bruner, Bruce Furniss                        | Verenigde Staten    | 7.30,33 | 21 juli 1976      | Montréal    |
|     | Andrey Smirnov, Vladimir Mikheyev, Vladimir Raskatov, Sergej Kopljakov        | Sovjet-Unie         | 7.33,21 | 21 juli 1976      | Montréal    |
|     | John Kinsella, Fred Tyler, Steve Genter, Mark Spitz                           | Verenigde Staten    | 7.35,78 | 31 augustus 1972  | München     |
|     | Gary Conelly, Tom McBreen, Mike Burton, John Kinsella                         | Verenigde Staten    | 7.46,42 | 31 augustus 1972  | München     |
|     | Graham Windeatt, Bruce Featherstone, Graham White, Mike Wenden                | Australië           | 7.49,03 | 31 augustus 1972  | München     |
|     | Steve Clark, Roy Saari, Gary Ilman, Don Schollander                           | Verenigde Staten    | 7.52,1  | 18 oktober 1964   | Tokio       |
|     | William Mettler, Dave Lyons, Mike Wall, Robert Townsend                       | Verenigde Staten    | 8.09,0  | 17 oktober 1964   | Tokio       |
|     | Horst-Günter Gregor, Gerhard Hetz, Frank Wiegand, Hans-Joachim Klein          | Duitsland           | 8.09,7  | 17 oktober 1964   | Tokio       |
|     | George Harrison, Dick Blick, Mike Troy, Jeff Farrell                          | Verenigde Staten    | 8.10,2  | 1 september 1960  | Rome        |
|     | Tsuyoshi Yamanaka, Makoto Fukui, Hiroshi Ishii, Tatsuo Fujimoto               | Japan               | 8.17,1  | 29 augustus 1960  | Rome        |
|     | Kevin O'Halloran, John Devitt, Murray Rose, Jon Henricks                      | Australië           | 8.23,6  | 3 december 1956   | Melbourne   |
|     | Wayne Moore, Bill Woolsey, Ford Konno, Jimmy McLane                           | Verenigde Staten    | 8.31,1  | 29 juli 1952      | Helsinki    |
|     | Yoshihiri Hamaguchi, Hiroshi Suzuki, Toru Goto, Teijiro Tanikawa              | Japan               | 8.42,1  | 28 juli 1952      | Helsinki    |
|     | Walter Ris, Jimmy McLane, Wally Wolf, William Smith                           | Verenigde Staten    | 8.46,0  | 3 augustus 1948   | Londen      |
|     | Masanori Yusa, Shigeo Sugiura, Masaharu Taguchi, Shigeo Arai                  | Japan               | 8.51,5  | 11 augustus 1936  | Berlijn     |
|     | Shigeo Arai, Shigeo Sugiura, Masanori Yusa, Masaharu Taguchi                  | Japan               | 8.56,1  | 10 augustus 1936  | Berlijn     |
|     | Yasuji Miyazaki, Masanori Yusa, Takashi Yokoyama, Hisakichi Toyoda            | Japan               | 8.58,4  | 9 augustus 1932   | Los Angeles |
|     | Austin Clapp, Walter Laufer, George Kojac, Johnny Weissmuller                 | Verenigde Staten    | 9.36,2  | 11 augustus 1928  | Amsterdam   |
|     | Paul Samson, Austin Clapp, David Young, Johnny Weissmuller                    | Verenigde Staten    | 9.38,8  | 9 augustus 1928   | Amsterdam   |
|     | Ralph Breyer, Harry Glancy, Wally O'Connor, Johnny Weissmuller                | Verenigde Staten    | 9.53,4  | 20 juli 1924      | Parijs      |
|     | Ralph Breyer, Harry Glancy, Richard Howell, Wally O'Connor                    | Verenigde Staten    | 9.59,4  | 18 juli 1924      | Parijs      |
|     | Perry McGillivray, Pua Kela Kealoha, Norman Ross, Duke Kahanamoku             | Verenigde Staten    | 10.04,4 | 29 augustus 1920  | Antwerpen   |
|     | Cecil Healy, Malcolm Champion, Leslie Boardman, Harold Hardwick               | Australië           | 10.11,6 | 15 juli 1912      | Stockholm   |
|     | Harold Hardwick, Malcolm Champion, Leslie Boardman, Cecil Healy               | Australië           | 10.14,0 | 12 juli 1912      | Stockholm   |
|     | Kenneth Huszagh, Duke Kahanamoku, Harry Hebner, Perry McGillivray             | Verenigde Staten    | 10.26,4 | 12 juli 1912      | Stockholm   |
|     | William Foster, Paul Radmilovic, John Derbyshire, Henry Taylor                | Verenigd Koninkrijk | 10.53,4 | 24 juli 1908      | Londen      |
|     | Frank Beaurepaire, Frederick Springfield, Reginald Baker, Theodore Tartakover | Australië           | 11.35,0 | 24 juli 1908      | Londen      |

### OntwikkelingEuropeesrecord
| Nr. | Naam                                                                         | Land                | Tijd    | Datum             | Plaats           |
| --- | ---------------------------------------------------------------------------- | ------------------- | ------- | ----------------- | ---------------- |
|     | Nikita Lobintsev, Michail Polisjoek, Danila Izotov, Alexandr Soechoroekov    | Rusland             | 6.59,15 | 31 juli 2009      | Rome             |
|     | Nikita Lobintsev, Jevgeni Lagoenov, Danila Izotov, Aleksandr Soechoroekov    | Rusland             | 7.03,70 | 13 augustus 2008  | Peking           |
|     | Nicola Cassio, Marco Belotti, Emiliano Brembilla, Massimiliano Rosolino      | Italië              | 7.07,84 | 12 augustus 2008  | Peking           |
|     | Massimiliano Rosolino, David Berbotto, Nicola Cassio, Filippo Magnini        | Italië              | 7.09,60 | 5 augustus 2006   | Boedapest        |
|     | Emiliano Brembilla, Matteo Pelliciari, Andrea Beccari, Massimiliano Rosolino | Italië              | 7.10,86 | 27 juli 2001      | Fukuoka          |
|     | Dmitri Lepikov, Vladimir Pysjnenko, Veniamin Tajanovitsj, Yevgeniy Sadovyi   | Sovjet-Unie         | 7.11,95 | 27 juli 1992      | Barcelona        |
|     | Peter Sitt, Rainer Henkel, Thomas Fahrner, Michael Groß                      | West-Duitsland      | 7.13,10 | 19 augustus 1987  | Straatsburg      |
|     | Thomas Fahrner, Dirk Korthals, Alexander Schowtka, Michael Groß              | West-Duitsland      | 7.15,73 | 30 juli 1984      | Los Angeles      |
|     | Thomas Fahrner, Alexander Schowtka, Andreas Schmidt, Michael Groß            | West-Duitsland      | 7.20,40 | 23 augustus 1983  | Rome             |
|     | Sergej Kopljakov, Vladimir Salnikov, Ivar Stoekolkin, Andrej Krylov          | Sovjet-Unie         | 7.23,50 | 23 juli 1980      | Moskou           |
|     | Sergej Kopljakov, Aleksey Filinov, Ivar Stoekolkin, Andrej Krylov            | Sovjet-Unie         | 7.25,71 | 8 maart 1980      | Leningrad        |
|     | Vladimir Raskatov, Andrei Bogdanov, Sergej Kopljakov, Andrej Krylov          | Sovjet-Unie         | 7.27,97 | 21 juli 1976      | Montréal         |
|     | Andrey Smirnov, Vladimir Mikheyev, Vladimir Raskatov, Sergej Kopljakov       | Sovjet-Unie         | 7.33,21 | 21 juli 1976      | Montréal         |
|     | Vladimir Mikheyev, Andrei Bogdanov, Andrej Krylov, Vladimir Boere            | Sovjet-Unie         | 7.34,70 | 13 maart 1976     | Tallinn          |
|     | Klaus Steinbach, Werner Lampe, Hans-Joachim Geisler, Peter Nocke             | West-Duitsland      | 7.39,44 | 26 juli 1975      | Cali             |
|     | Vladimir Boere, Vladimir Krivzov, Aleksandr Samsonov, Andrej Krylov          | Sovjet-Unie         | 7.39,52 | 15 maart 1975     | Dresden          |
|     | Klaus Steinbach, Werner Lampe, Folkert Meeuw, Peter Nocke                    | West-Duitsland      | 7.39,70 | 21 augustus 1974  | Wenen            |
|     | Klaus Steinbach, Werner Lampe, Hans Vosseler, Hans Fassnacht                 | West-Duitsland      | 7.41,69 | 31 augustus 1972  | München          |
|     | Werner Lampe, Olaf von Schilling, Folkert Meeuw, Hans Fassnacht              | West-Duitsland      | 7.49,5  | 12 september 1970 | Barcelona        |
|     | Vladimir Boere, Semjon Belits-Geiman, Ahmed Anarbarjev, Georgiy Kulikov      | Sovjet-Unie         | 7.54,5  | 24 augustus 1969  | Würzburg         |
|     | Georgiy Kulikov, Semjon Belits-Geiman, Vladimir Boere, Leonid Iljitsjov      | Sovjet-Unie         | 7.58,5  | 18 april 1969     | Maagdenburg      |
|     | Alain Mosconi, Michel Rousseau, Bernard Gruener, Francis Luyce               | Frankrijk           | 7.58,6  | 15 juli 1967      | Parijs           |
|     | Leonid Iljitsjov, Semjon Belits-Geiman, Aleksandr Pletnyev, Jevgeni Novikov  | Sovjet-Unie         | 8.00,2  | 24 augustus 1966  | Utrecht          |
|     | Jean-Pascal Curtillet, Pierre Canavese, Francis Luyce, Alain Gottvalles      | Frankrijk           | 8.06,8  | 6 september 1964  | Bagnols-sur-Cèze |
|     | Lundmark, Mats Svensson, Hans Rosendahl, Jan Lundin                          | Zweden              | 8.14,3  | 6 september 1964  | Stockholm        |
|     | Jan Lundin, Lester Eriksson, Mats Svensson, Per-Ola Lindberg                 | Zweden              | 8.16,2  | 17 augustus 1963  | Örebro           |
|     | Hans Rosendahl, Per-Ola Lindberg, Mats Svensson, Lars-Erik Bengtsson         | Zweden              | 8.18,4  | 22 augustus 1962  | Leipzig          |
|     | Robert Christophe, Gérard Gropaiz, Jean Pommat, Alain Gottvalles             | Frankrijk           | 8.25,8  | 21 augustus 1962  | Leipzig          |
|     | Hamilton Milton, John Martin-Dye, Richard Campion, Ian Black                 | Verenigd Koninkrijk | 8.26,9  | 28 augustus 1960  | Rome             |
|     | Gennadi Nikolajev, Vladimir Struschanov, Boris Nikitin, Vitali Sorokin       | Sovjet-Unie         | 8.27,1  | 14 september 1957 | Leipzig          |
|     | Vitali Sorokin, Vladimir Struschanov, Gennadi Nikolajev, Boris Nikitin       | Sovjet-Unie         | 8.34,5  | 3 augustus 1957   | Moskou           |
|     | Vitali Sorokin, Vladimir Struschanov, Gennadi Nikolajev, Boris Nikitin       | Sovjet-Unie         | 8.34,7  | 3 december 1956   | Melbourne        |
|     | Boris Nikitin, Vladimir Struschanov, Gennadi Nikolajev, Vitali Sorokin       | Sovjet-Unie         | 8.24,5  | 4 november 1956   | Moskou           |
|     | Joseph Bernardo, Willy Blioch, Jean Boiteux, Alex Jany                       | Frankrijk           | 8.33,0  | 2 augustus 1951   | Marseille        |
|     | László Gyöngyösi, György Csordás, Imre Nyéki, Géza Kádas                     | Hongarije           | 8.45,9  | 13 mei 1951       | Moskou           |
|     | Viktor Drobinsky, Leonid Mesjkov, Drapei, Ushakov                            | Sovjet-Unie         | 8.46,9  | 10 mei 1951       | Moskou           |
|     | Imre Nyéki, György Mitró, Elemér Szathmáry, Géza Kádas                       | Hongarije           | 8.48,4  | 2 augustus 1948   | Londen           |
|     | Imre Nyéki, György Mitró, Elemér Szathmáry, Géza Kádas                       | Hongarije           | 8.53,6  | 2 augustus 1948   | Londen           |
|     | Imre Nyéki, Elemér Szathmáry, Géza Kádas, György Mitró                       | Hongarije           | 8.57,4  | 19 juni 1948      | Boedapest        |
|     | Per-Olof Olsson, Martin Lundén, Per-Olof Östrand, Olle Johansson             | Zweden              | 9.00,5  | 14 september 1947 | Monte Carlo      |
|     | Georges Vallerey, Jean Vallerey, Charles Babey, Alex Jany                    | Frankrijk           | 9.03,4  | 12 september 1947 | Monte Carlo      |
|     | Georges Vallerey, Jean Vallerey, Alfred Nakache, Alex Jany                   | Frankrijk           | 9.05,4  | 24 september 1946 | Cannes           |
|     | Ödön Gróf, Árpád Lengyel, Oszkár Abay-Nemes, Ferenc Csik                     | Hongarije           | 9.10,8  | 23 augustus 1936  | Boedapest        |
|     | István Angyal, Ferenc Csik, Árpád Lengyel, Ödön Gróf                         | Hongarije           | 9.14,8  | 14 juli 1935      | Boedapest        |
|     | András Wanié, Barany, Rezsö Wanié, István Bárány                             | Hongarije           | 9.30,6  | 7 september 1930  | Boedapest        |

### OntwikkelingNederlandsrecord
| Nr. | Naam                                                                               | Club | Tijd    | Datum             | Plaats         |
| --- | ---------------------------------------------------------------------------------- | ---- | ------- | ----------------- | -------------- |
|     | Martijn Zuijdweg, Johan Kenkhuis, Marcel Wouda, Pieter van den Hoogenband          | KNZB | 7.12,70 | 19 september 2000 | Sydney         |
|     | Pieter van den Hoogenband, Mark van der Zijden, Martijn Zuijdweg, Marcel Wouda     | KNZB | 7.16,77 | 13 januari 1998   | Perth          |
|     | Pieter van den Hoogenband, Mark van der Zijden, Martijn Zuijdweg, Bas Ido Wennekes | KNZB | 7.17,84 | 20 augustus 1997  | Sevilla        |
|     | Marcel Wouda, Mark van der Zijden, Martin van der Spoel, Pieter van den Hoogenband | KNZB | 7.21,96 | 21 juli 1996      | Atlanta        |
|     | Pieter van den Hoogenband, Tim Hoeymans, Martin van der Spoel, Mark van der Zijden | KNZB | 7.23,39 | 21 juli 1996      | Atlanta        |
|     | Hans Kroes, Peter Drost, Edsard Schlingemann, Frank Drost                          | KNZB | 7.26,72 | 30 juli 1984      | Los Angeles    |
|     | Hans Kroes, Peter Drost, Edsard Schlingemann, Frank Drost                          | KNZB | 7.29,14 | 30 juli 1984      | Los Angeles    |
|     | Hans Kroes, Edsard Schlingemann, Frank Drost, Cees Vervoorn                        | KNZB | 7.30,75 | 2 augustus 1982   | Guayaquil      |
|     | Hans Kroes, Edsard Schlingemann, Frank Drost, Cees Vervoorn                        | KNZB | 7.33,23 | 2 augustus 1982   | Guayaquil      |
|     | Hans Kroes, Cees Jan Winkel, Frank Drost, Peter Drost                              | KNZB | 7.37,74 | 7 september 1981  | Split          |
|     | Hans Kroes, Cees Jan Winkel, Frank Drost, Peter Drost                              | KNZB | 7.39,09 | 7 september 1981  | Split          |
|     | Karim Ressang, René van der Kuil, Andre in het Veld, Henk Elzerman                 | KNZB | 7.42,54 | 21 juli 1976      | Montréal       |
|     | Karim Ressang, Eddy de Wit, René van der Kuil, Henk Elzerman                       | KNZB | 7.57,92 | 17 augustus 1975  | Sofia          |
|     | Peter Prijdekker, Bert Bergsma, Roger van Hamburg, Hans Elzerman                   | Zian | 7.59,6  | 28 juli 1972      | Utrecht        |
|     | Peter Prijdekker, Bert Bergsma, Dick Langerhorst, Rinus van Beek                   | KNZB | 8.04,3  | 29 augustus 1971  | Turijn         |
|     | Peter Prijdekker, Bert Bergsma, Dick Langerhorst, Rinus van Beek                   | KNZB | 8.06,6  | 21 augustus 1971  | Waldkraiburg   |
|     | Aad Oudt, Rinus van Beek, Elt Drenth, Dick Langerhorst                             | KNZB | 8.12,9  | 9 september 1967  | Dortmund       |
|     | Dick Langerhorst, Johan Schans, Elt Drenth, Aad Oudt                               | KNZB | 8.22,0  | 23 juli 1967      | Oldenzaal      |
|     | Ron Kroon, Dick Langerhorst, Aad Oudt, Johan Bontekoe                              | KNZB | 8.22,3  | 16 augustus 1964  | Dieren         |
|     | Bert Sitters, Ron Kroon, Dick Langerhorst, Johan Bontekoe                          | KNZB | 8.23,9  | 28 juni 1964      | Groningen      |
|     | Dick Langerhorst, Kees Bakker, Vinus van Baalen, Johan Bontekoe                    | KNZB | 8.33,6  | 14 september 1963 | Blackpool      |
|     | Johan Bontekoe, Bert Sitters, Gerrit Korteweg, Ron Kroon                           | KNZB | 8.33,6  | 22 augustus 1962  | Leipzig        |
|     | Johan Bontekoe, Peter Vroegop, Gerrit Korteweg, Bert Sitters                       | KNZB | 8.35,5  | 21 augustus 1962  | Leipzig        |
|     | Charles Ritton, Wim van Spingelen, Jan Bouwman, Leo Verburgt                       | KNZB | 8.48,0  | 10 juli 1960      | Maastricht     |
|     | Jan Bouwman, Charles Ritton, Koos de Jong, Gerrit Korteweg                         | KNZB | 8.54,4  | 13 juni 1960      | Leipzig        |
|     | Charles Ritton, Wim van Spingelen, Koos de Jong, Leo Verburgt                      | KNZB | 8.55,3  | 28 juni 1959      | Saarbrücken    |
|     | Herman Willemse, Bert Sitters, Theo Hoogveld, Leo Verburgt                         | KNZB | 8.59,4  | 20 juli 1958      | Nijmegen       |
|     | Herman Willemse, Wim de Vreng, Theo Hoogveld, Jaap de Jong                         | KNZB | 9.01,7  | 17 juli 1955      | Parijs         |
|     | Wim de Vreng, Herman Willemse, Piet ten Thije, Jaap de Jong                        | KNZB | 9.15,2  | 10 september 1954 | Zadar          |
|     | Wim de Vreng, Herman Willemse, Jaap de Jong, Wim de Jonge                          | KNZB | 9.15,7  | 10 juli 1954      | Arnhem         |
|     | Herman Willemse, Jaap de Jong, Piet ten Thije, Wim de Jonge                        | KNZB | 9.21,0  | 26 juli 1953      | Tilburg        |
|     | Kees Hoving, Rinus van Daatselaar, F. Aldendorf, Rob Sindorf                       | KNZB | 9.29,5  | 12 september 1947 | Monaco         |
|     | Dolf van der Kuil, Sam Moolenaar, Addie Sipkema, Stans Scheffer                    | KNZB | 9.31,7  | 12 maart 1938     | Bergen op Zoom |
|     | Bertus Mooi, Sam Moolenaar, Addie Sipkema, Piet Stam                               | KNZB | 9.41,0  | 19 juli 1936      | Tourcoing      |
|     | Addie Sipkema, Stans Scheffer, Bertus Mooi, C. Kreffer                             | KNZB | 9.54,4  | 4 augustus 1935   | Doorwerth      |

## Kortebaan (25 meter)

### Ontwikkeling wereldrecord
| Nr. | Naam                                                                        | Land             | Tijd    | Datum            | Plaats    |
| --- | --------------------------------------------------------------------------- | ---------------- | ------- | ---------------- | --------- |
|     | Luke Hobson, Carson Foster, Shaine Casas, Kieran Smith                      | Verenigde Staten | 6.40,51 | 13 december 2024 | Boedapest |
|     | Kieran Smith, Carson Foster, Trenton Julian, Drew Kibler                    | Verenigde Staten | 6.44,12 | 16 december 2022 | Melbourne |
|     | Luiz Altamir Melo, Fernando Scheffer, Leonardo Coelho Santos, Breno Correia | Brazilië         | 6.46,81 | 14 december 2018 | Hangzhou  |
|     | Nikita Lobintsev, Danila Izotov, Jevgeni Lagoenov, Aleksandr Soechoroekov   | Rusland          | 6.49,04 | 16 december 2010 | Dubai     |
|     | Colin Russell, Stefan Hirniak, Brent Hayden, Joel Greenshields              | Canada           | 6.51,05 | 7 augustus 2009  | Leeds     |
|     | Kirk Palmer, Grant Hackett, Grant Brits, Kenrick Monk                       | Australië        | 6.52,66 | 31 augustus 2007 | Melbourne |
|     | Bill Kirby, Ian Thorpe, Michael Klim, Grant Hackett                         | Australië        | 6.56,41 | 7 augustus 2001  | Perth     |
|     | Josh Davis, Neil Walker, Scott Tucker, Chad Carvin                          | Verenigde Staten | 7.01,33 | 17 maart 2000    | Athene    |
|     | Michael Klim, Matt Dunn, Bill Kirby, Grant Hackett                          | Australië        | 7.01,60 | 1 september 1999 | Canberra  |
|     | Michael Klim, Grant Hackett, Bill Kirby, Matt Dunn                          | Australië        | 7.02,74 | 18 april 1997    | Göteborg  |

- FINA erkent wereldrecords op kortebaan sinds maart 1991.

### OntwikkelingEuropeesrecord
| Nr. | Naam                                                                      | Land                | Tijd    | Datum         | Plaats     |
| --- | ------------------------------------------------------------------------- | ------------------- | ------- | ------------- | ---------- |
|     | Robert Renwick, David Carry, Andrew Hunter, Ross Davenport                | Verenigd Koninkrijk | 6.56,52 | 10 april 2008 | Manchester |
|     | Massimiliano Rosolino, Matteo Pelliciari, Nicola Cassio, Filippo Magnini  | Italië              | 6.59,08 | 6 april 2006  | Shanghai   |
|     | Edward Sinclair, Marc Spackman, Paul Palmer, Jamie Salter                 | Verenigd Koninkrijk | 7.03,06 | 17 maart 2000 | Athene     |
|     | Pieter van den Hoogenband, Johan Kenkhuis, Martijn Zuijdweg, Marcel Wouda | Nederland           | 7.04,48 | 2 april 1999  | Hongkong   |

### OntwikkelingNederlandsrecord
| Nr. | Naam                                                                      | Club                | Tijd      | Datum             | Plaats       |
| --- | ------------------------------------------------------------------------- | ------------------- | --------- | ----------------- | ------------ |
|     | Olaf Wildeboer, Mitja Zastrow, Bas van Velthoven, Joost Reijns            | KNZB                | 7.03,22   | 10 april 2008     | Manchester   |
|     | Pieter van den Hoogenband, Johan Kenkhuis, Martijn Zuijdweg, Marcel Wouda | KNZB                | 7.04,48   | 2 april 1999      | Hongkong     |
|     | Tim Hoeymans, Pie Geelen, Pieter van den Hoogenband, Marcel Wouda         | PSV                 | 7.16,46   | 17 december 1994  | Amersfoort   |
|     | Frank Drost, Patrick Dybiona, Peter Drost, Edsard Schlingemann            | AZ&PC               | 7.22,50   | 1 maart 1985      | Harderwijk   |
|     | Hans Kroes, Peter Drost, Edsard Schlingemann, Frank Drost                 | KNZB                | 7.26,72 1 | 30 juli 1984      | Los Angeles  |
|     | Hans Kroes, Peter Drost, Edsard Schlingemann, Frank Drost                 | KNZB                | 7.29,14 1 | 30 juli 1984      | Los Angeles  |
|     | Erik Rieken, Gerard de Kort, Leon Steenbrink, Hans Kroes                  | HPC                 | 7.30,57   | 4 maart 1983      | Hengelo      |
|     | Hans Kroes, Edsard Schlingemann, Frank Drost, Cees Vervoorn               | KNZB                | 7.30,75 1 | 2 augustus 1982   | Guayaquil    |
|     | Hans Kroes, Edsard Schlingemann, Frank Drost, Cees Vervoorn               | KNZB                | 7.33,23 1 | 2 augustus 1982   | Guayaquil    |
|     | Erik Rieken, Gerard de Kort, Leon Steenbrink, Hans Kroes                  | HPC                 | 7.35,25   | 5 maart 1982      | Zutphen      |
|     | Hans Kroes, Cees Jan Winkel, Frank Drost, Peter Drost                     | KNZB                | 7.37,74 1 | 7 september 1981  | Split        |
|     | Hans Kroes, Cees Jan Winkel, Frank Drost, Peter Drost                     | KNZB                | 7.39,09 1 | 7 september 1981  | Split        |
|     | Fred Eefting, Marco van de Brink, Gerard Smit, René Jansen                | Zwemlust/den Hommel | 7.41,29   | 29 februari 1980  | Tilburg      |
|     | Karim Ressang, René van der Kuil, Andre in het Veld, Henk Elzerman        | KNZB                | 7.42,54 1 | 21 juli 1976      | Montréal     |
|     | Hans Elzerman, Bert Bergsma, Henk Mulder, Eddy de Wit                     | Zian/Vitesse        | 7.54,9    | 19 april 1973     | Den Haag     |
|     | Peter Prijdekker, Bert Bergsma, Roger van Hamburg, Hans Elzerman          | Zian                | 7.59,6 1  | 28 juli 1972      | Utrecht      |
|     | Peter Prijdekker, Bert Bergsma, Dick Langerhorst, Rinus van Beek          | KNZB                | 8.04,3 1  | 29 augustus 1971  | Turijn       |
|     | Peter Prijdekker, Bert Bergsma, Dick Langerhorst, Rinus van Beek          | KNZB                | 8.06,6 1  | 21 augustus 1971  | Waldkraiburg |
|     | Peter Prijdekker, Piet Brouwers, Ronnie Verroen, Henk Mulder              | Zian                | 8.12,4    | 21 maart 1971     | Den Haag     |
|     | Aad Oudt, Rinus van Beek, Elt Drenth, Dick Langerhorst                    | KNZB                | 8.12,9 1  | 9 september 1967  | Dortmund     |
|     | Dick Langerhorst, Johan Schans, Elt Drenth, Aad Oudt                      | KNZB                | 8.22,0 1  | 23 juli 1967      | Oldenzaal    |
|     | Ron Kroon, Dick Langerhorst, Aad Oudt, Johan Bontekoe                     | KNZB                | 8.22,3 1  | 16 augustus 1964  | Dieren       |
|     | Bert Sitters, Ron Kroon, Dick Langerhorst, Johan Bontekoe                 | KNZB                | 8.23,9 1  | 28 juni 1964      | Groningen    |
|     | Dick Langerhorst, Kees Bakker, Vinus van Baalen, Johan Bontekoe           | KNZB                | 8.33,6 1  | 14 september 1963 | Blackpool    |
|     | Johan Bontekoe, Bert Sitters, Gerrit Korteweg, Ron Kroon                  | KNZB                | 8.33,6 1  | 22 augustus 1962  | Leipzig      |
|     | Johan Bontekoe, Peter Vroegop, Gerrit Korteweg, Bert Sitters              | KNZB                | 8.35,5 1  | 21 augustus 1962  | Leipzig      |
|     | Koos de Jong, Theo Hoogveld, Jan Osinga, Jaap de Jong                     | KNZB                | 8.47,7    | 2 maart 1958      | Wuppertal    |

1 = Gezwommen op langebaan. Indien tijd op langebaan sneller is dan tijd op kortebaan dan geldt de eerste als officieel record.